# Концептуальна базова модель CIDOC
Концептуальна базова модель CIDOC (англ. CIDOC Conceptual Reference Model або CIDOC CRM) надає розширювану онтологію для понять та інформації у документації для культурної спадщини і музеїв. Є міжнародним стандартом ISO 21127:2014. Галереї, бібліотеки, архіви, музеї (GLAM) та інші культурні заклади заохочуються вживати CIDOC CRM для покращення доступності інформації і знань, що стосуються музеїв.